# Batuagung (Jembrana)
Batuagung is een bestuurslaag in het regentschap Jembrana van de provincie Bali, Indonesië. Batuagung telt 7329 inwoners (volkstelling 2010).